# Matar Dieye
Matar Dieye (ur. 10 stycznia 1998) – senegalski piłkarz, grający na pozycji napastnika.

## Kariera piłkarska

### Kariera klubowa
Wychowanek Daru Salam. W wieku 15 lat wyjechał do Włoch, gdzie potem szkolił się w klubach Sacilese Calcio, LR Vicenza Virtus i Torino FC. Karierę piłkarską rozpoczął w Sacilese Calcio. Na początku 2016 został wypożyczony na pół roku do LR Vicenza Virtus. 25 listopada 2017 został piłkarzem maltańskiego Tarxien Rainbows FC. 26 października 2018 jako wolny agent zasilił skład AC Este. 17 stycznia 2019 podpisał kontrakt z Olimpikiem Donieck. 10 lutego 2020 został wypożyczony do Karpat Lwów.